# Stora Alvaret

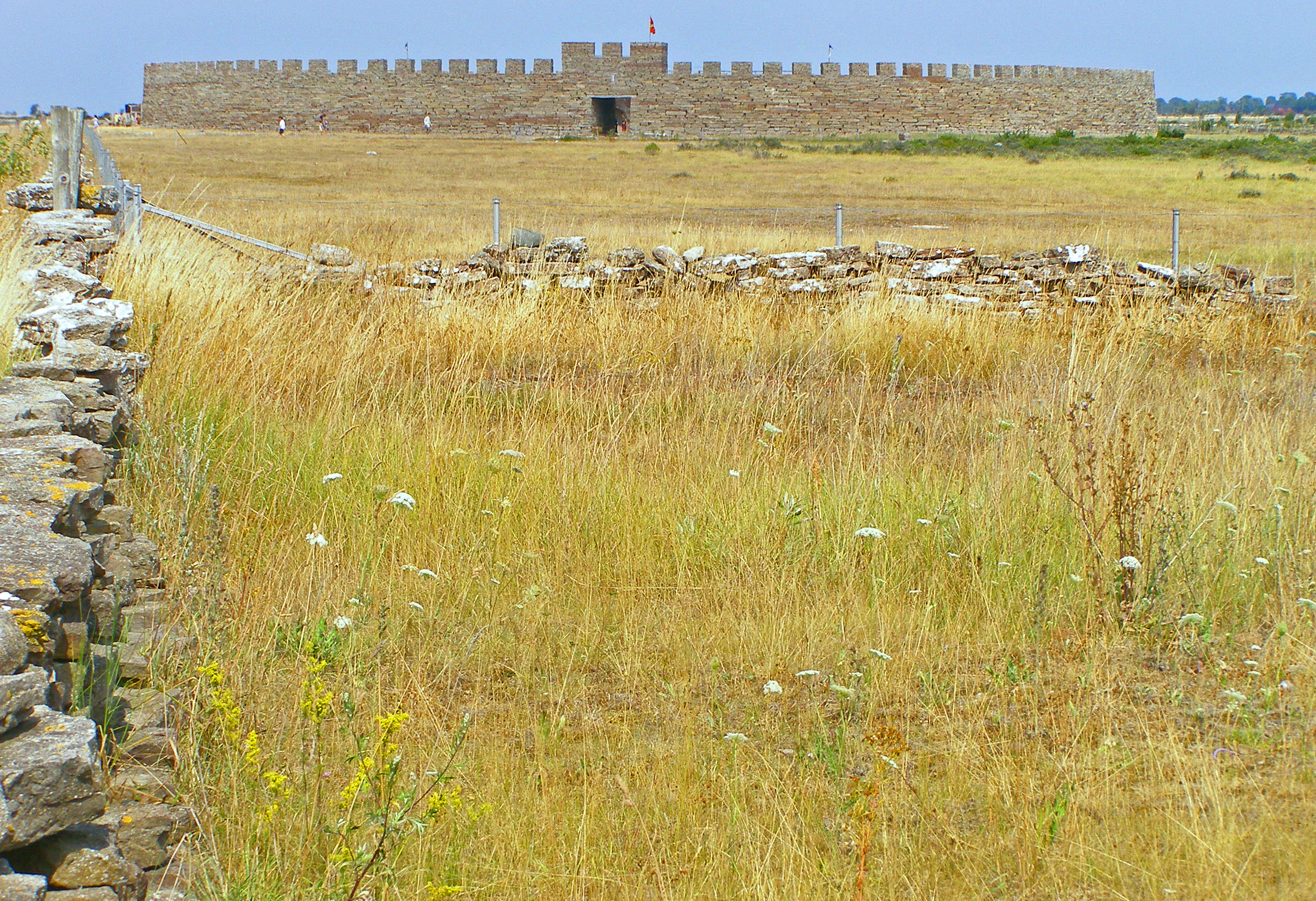
Stora Alvaret met op de achtergrond het fort Eketorp

Stora Alvaret is een plateau in het zuiden van het Zweedse eiland Öland. De naam betekent 'Grote Alvar', alvar duidt op de kalksteenbodem en daarmee op de organismen die daarop leven.

## Kenmerken
Het gebied is een uitgestrekt steppelandschap zonder bomen, maar met ruige plantenbegroeiing. Het gebied beslaat in totaal circa 25.000 hectare en is daarmee het grootste alvar-gebied in Europa. Er groeien verschillende zeldzame soorten planten, waaronder dertig orchideeën, het Ölands zonneroosje (Helianthemum oelandicum) en de alsemsoort Artemisia oelandica die alleen op dit eiland groeien, maar ook planten die in Siberië voorkomen. Stora Alvaret is onderdeel van het Agrarisch landschap van Zuid-Öland, dat in 2000 is opgenomen in de Werelderfgoedlijst van de UNESCO in Zweden.
Van de Stora Alvaret is 20.000 hectare opgenomen in het Natura 2000-netwerk. Hierdoor werd weer 85 procent van de alvar begraasd. De boeren krijgen hiervoor per jaar meer dan 2 miljoen euro. Daarnaast biedt de grote toevoer van toeristen, die op het Werelderfgoed afkomen, nieuwe marketingkansen voor hun producten.
In het gebied ligt Eketorp, een cirkelvormig fort dat oorspronkelijk stamt uit de ijzertijd.

## Voetnoten
1. ↑  Europese Commissie, Natura 2000 - Samenwerken voor de natuur, bijgewerkt in 2009, blz. 7. Als download beschikbaar vanaf ec.europa.eu